# Sankt Nicolai Sogn (Kolding)
 For alternative betydninger, se Sankt Nicolai Sogn. (Se også artikler, som begynder med Sankt Nicolai Sogn)
Sankt Nicolai Sogn er et sogn i Kolding Provsti (Haderslev Stift).
Sankt Nicolai Sogn lå i Kolding købstad, som geografisk hørte til Brusk Herred i Vejle Amt. Ved kommunalreformen i 1970 blev købstaden kernen i Kolding Kommune.
Kolding købstad havde oprindelig kun ét sogn, Kolding Sogn, som i 1925 blev delt i to: Kristkirkens Sogn og Sankt Nicolai Sogn. I 1979 blev Simon Peters Kirke indviet, og Simon Peters Sogn blev udskilt fra Sankt Nicolai Sogn.
I Sankt Nicolai Sogn ligger Sankt Nikolai Kirke.